# Тепличне (Казахстан)
Тепли́чне (каз. Тепличное) — село у складі Кизилжарського району Північноказахстанської області Казахстану. Входить до складу Прибрежного сільського округу.
Населення — 785 осіб (2021; 504 у 2009, 438 у 1999, 454 у 1989).
Національний склад станом на 1989 рік:
- росіяни — 78 %.